# Vučji Do
Vučji Do (cyr. Вучји До) – wieś w Czarnogórze, w gminie Nikšić. W 2011 roku liczyła 22 mieszkańców.